# 埃塞克斯 (康乃狄克州)
埃塞克斯（英語：Essex）是一個位於美國康乃狄克州米德爾塞克斯縣的城鎮。

## 地理
埃塞克斯的座標為41°21′00″N 72°25′00″W / 41.35000°N 72.41667°W，而該地的平均海拔高度為19米（即62英尺）。

## 人口
根據2010年美國人口普查的數據，埃塞克斯的面積為30.60平方千米，當中陸地面積為27.80平方千米，而水域面積為2.80平方千米。當地共有人口6683人，而人口密度為每平方千米218.4人。